# Маріке Кейсер
Маріке Кейсер (нід. Marieke Keijser, нар. 21 січня 1997) — нідерландська веслувальниця, бронзова призерка Олімпійських ігор 2020 року, чемпіонка Європи.

## Виступи на Олімпіадах
| Олімпіада  | Дисципліна               | Місце |
| ---------- | ------------------------ | ----- |
| Токіо 2020 | парні двійки, легка вага | 3     |

## Зовнішні посилання
- Маріке Кейсер на сайті FISA.

1. 1 2  Marieke Keijser
2. ↑  https://olympics.com/tokyo-2020/olympic-games/en/results/rowing/athlete-profile-n1476561-keijser-marieke.htm